# Liste der Monuments historiques in Castres-Gironde
Die Liste der Monuments historiques in Castres-Gironde führt die Monuments historiques in der französischen Gemeinde Castres-Gironde auf.

## Liste der Bauwerke
| Bezeichnung      | Beschreibung              | Standort | Kennzeichnung | Schutzstatus | Datum | Bild           |
| ---------------- | ------------------------- | -------- | ------------- | ------------ | ----- | -------------- |
| Kirche St-Martin | Erbaut im 11. Jahrhundert | (Lage)   | PA00083515    | Classé       | 1913  | weitere Bilder |

## Liste der Objekte
- Monuments historiques (Objekte) in Castres-Gironde in der Base Palissy des französischen Kultusministeriums